# Врбовник (Трново)
Врбовник су насељено мјесто у општини Трново, Федерација БиХ, Босна и Херцеговина.

## Становништво
|             | 2013.      | 1991.       | 1981.       | 1971.       |
| Укупно      | 2 (100,0%) | 53 (100,0%) | 57 (100,0%) | 60 (100,0%) |
| Срби        | 2 (100,0%) | 50 (94,34%) | 51 (89,47%) | 60 (100,0%) |
| Бошњаци     | –          | 3 (5,660%)1 | 3 (5,263%)1 | –           |
| Југословени | –          | –           | 3 (5,263%)  | –           |

1. 1 На пописима од 1971. до 1991. Бошњаци су пописивани углавном као Муслимани.